# The Leading Hotels of the World

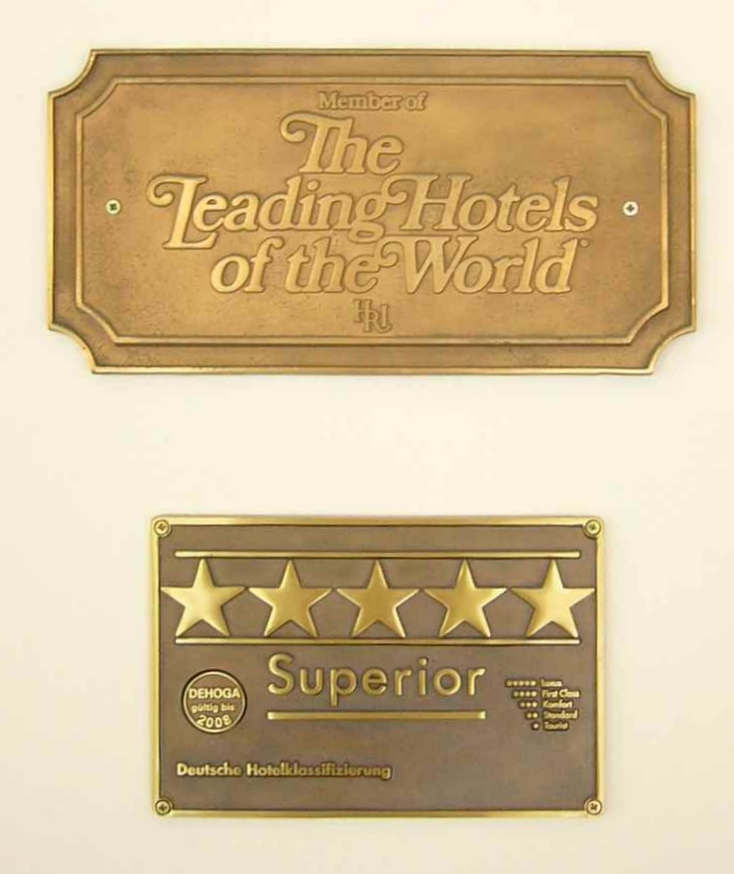

The Leading Hotels of the World ist eine weltweite Allianz von Luxushotels, Resorts und Spas unterschiedlicher Betreiber. Die Hotelallianz bietet ihren Mitgliedern Dienstleistungen in den Bereichen Marketing, Verkauf, Beratung sowie Inspektionen an. In erster Linie ist es eine Auszeichnung für besonders hohe Qualitätsstandards der angeschlossenen Häuser.

## Geschichte
Leading Hotels of the World, Ltd. wurde 1928 von einer Gruppe europäischer Hoteliers gegründet, zunächst unter dem Namen The Luxury Hotels of Europe and Egypt mit insgesamt 38 Häusern und 9000 Zimmern und Suiten, darunter zum Beispiel das Hotel Negresco in Nizza. Ziel war die gemeinsame Vermarktung der Hotels im wichtigen nordamerikanischen Markt. In New York City wurde dafür die Hotel Representative, Inc. (HRI) gegründet. Ende der 1960er Jahre vertrat HRI 70 Häuser, allerdings ausschließlich in Europa.
Im Jahr 1971 wurde die The Leading Hotels of the World, Ltd. (LHW) mit Hauptsitz in New York City gegründet. Es besteht weltweit ein Netzwerk von 23 Büros, die Dachgesellschaft wurde die Hotel Representative AG in Luzern. Es öffnete sich in den folgenden zwei Jahrzehnten immer mehr für Hotels außerhalb Europas. Bis Ende der 1980er Jahre verdreifachten sich die Mitgliederzahlen. Heute bezeichnet man sich selbst als weltweit führende Allianz von Luxushotels. Deutschsprachige Leitmedien wie Der Spiegel, Süddeutsche Zeitung oder Neue Zürcher Zeitung nennen die Marke in Artikeln der Reiseressorts regelmäßig als Synonym oder Beispiel für Hotels des Luxussegments.
Das Unternehmen wird derzeit (Stand 2020) von Andrea Kracht, dem Präsidenten der Hotel Representative AG und Chairman, und Shannon Knapp als Präsident und CEO der The Leading Hotels of the World, Ltd. geleitet.

## Unternehmungen

### Leading Hotels
The Leading Hotels of the World ist eine Hotelkollektion und Marke von Hotels mit Fünf Sternen und Fünfsternen-Superior. Offiziell gehören zu dieser Kollektion „über 375 Hotels in 75 Ländern“ (Stand: 2019). Nach der Neuaufnahme werden die Häuser im Schnitt alle 18 Monate anonym getestet.

### The Leading Small Hotels of the World
Mit The Leading Small Hotels of the World führte das Unternehmen 1999 die erste Markenerweiterung ein, die auch kleinere Hotels der gehobenen Klasse (wie Familienbetriebe, traditionelle Landhotels, Boutique-Hotels) erfasst. Die Markenerweiterung wurde aber inzwischen aufgegeben und alle Leading Small Hotels gingen über in eine reguläre Mitgliedschaft der Leading Hotels of the World. Es besteht keine Verbindung zwischen The Leading Hotels of the World und der Konkurrenzmarke Small Luxury Hotels of the World (kurz SLH).

### Leading Spas
Leading Spas wurde im Jahr 2004 gegründet und war das weltweit erste Qualitätssiegel für Spa- und Wellnessangebote im Bereich der Fünf-Sterne Luxus-Hotellerie. Es definierte international anwendbare Qualitätskriterien für ein Spa. Das Zertifizierungsprogramm enthielt über 200 Kriterien. Das Label führten etwa 100 Hotels der Leading Hotels zusätzlich. Allerdings wurden die Leading Spa als Markenerweiterung im Jahr 2016 aufgegeben.

### Weitere Unternehmungen
2000 wurde mit Relais & Châteaux die Luxury Alliance als Marketingunternehmen für gehobene Lifestyle-Marken begründet.
Zu den Projekten der Firma gehören weitere Qualitätsmanagement-Portfolios im Bereich des Gastgewerbes als Joint-Ventures mit anderen Firmen, so Leading Quality Assurance (Qualitätsanalysen bei Luxus-Dienstleistern aus der Hotel-, Spa-, Kreuzfahrt- und Flugbranche), Leading Financial Services, Leading Interactive Reservations (für Online-Buchung), Leading Career Services (für Aus- und Weiterbildung). Projekte wie Leading Hotel Schools of the World (für Hotelfachschulen) oder Leading Products and Services Network (für Zulieferer und Subunternehmer) wurden inzwischen eingestellt.

## Liste von Hotels

### Liste der Leading Hotels und Spas
Legende:
Hotel: Sortiert nach Name, ohne führende Artikel (in allen Sprachen), und ohne vorangestelltes «[Grand] Hotel»
2./3. Spalte: Kontinent: Kontinentalregion der Webseite / klassische Kontinentalgliederung
Af … Afrika; Am … Amerikas; As … Asien; Eu … Europa (mit dem europäischen Teil Russlands, der westlichen Türkei und Zypern); Ka … Karibik; MA … Mittelamerika; ME … Mitteleuropa; MO … Mittlerer Osten (mit Türkei, Levante, Maghreb); NA … Nordamerika; NE … Nordeuropa; OE … Osteuropa; Oz, A/O … Australien und Ozeanien; SA … Südamerika; SE … Südeuropa; WE … Westeuropa
Vorletzte/Letzte Spalte: Leading Hotel / Leading Spa
Stand: 2/2018
| Hotel                                                  | Kont. WS | Kont. Welt | Land                           | Ort                                              | Hotel | Spa |
| ------------------------------------------------------ | -------- | ---------- | ------------------------------ | ------------------------------------------------ | ----- | --- |
| Nairobi Serena Hotel                                   | Af       | Af         | Kenia                          | Nairobi                                          | *     |     |
| La Mamounia                                            | Af       | Af         | Marokko                        | Marrakesch                                       | *     |     |
| Royal Mansour Marrakech                                | Af       | Af         | Marokko                        | Marrakesch                                       | *     |     |
| Constance Le Prince Maurice                            | Af       | Af         | Mauritius                      | Poste de Flacq                                   | *     | *   |
| Maradiva Villas Resort and Spa                         | Af       | Af         | Mauritius                      | Flic en Flac                                     | *     | *   |
| Royal Palm Hotel                                       | Af       | Af         | Mauritius                      | Grand Baie                                       | *     | *   |
| Constance Lemuria                                      | Af       | Af         | Seychellen                     | Praslin                                          | *     | *   |
| Maia Luxury Resort & Spa                               | Af       | Af         | Seychellen                     | Mahé                                             | *     |     |
| Meikles Hotel                                          | Af       | Af         | Simbabwe                       | Harare                                           | *     |     |
| The Victoria Falls Hotel                               | Af       | Af         | Simbabwe                       | Victoria Falls                                   | *     |     |
| 12 Apostles Hotel & Spa                                | Af       | Af         | Südafrika                      | Kapstadt                                         | *     | *   |
| Cape Grace                                             | Af       | Af         | Südafrika                      | Kapstadt                                         | *     |     |
| Fancourt                                               | Af       | Af         | Südafrika                      | George                                           | *     |     |
| Saxon Hotel, Villas & Spa                              | Af       | Af         | Südafrika                      | Johannesburg-Sandton                             | *     | *   |
| Thanda Safari                                          | Af       | Af         | Südafrika                      | Hluhluwe (Kwazulu-Natal)                         | *     |     |
| The Michelangelo Hotel                                 | Af       | Af         | Südafrika                      | Johannesburg-Sandton                             | *     |     |
| The Oyster Box                                         | Af       | Af         | Südafrika                      | Umhlanga Rocks, Durban                           | *     | *   |
| Shambala Private Game Reserve                          | Af       | Af         | Südafrika                      | Vaalwater (Limpopo)                              | *     |     |
| Hideaway of Nungwi Resort & Spa                        | Af       | Af         | Tansania / Sansibar            | Sansibar                                         | *     |     |
| Thanda Island                                          | Af       | Af         | Tansania                       | District of Mafia Island                         | *     | *   |
| La Badira                                              | Af       | Af         | Tunesien                       | Hammamet                                         | *     |     |
| Kampala Serena Hotel                                   | Af       | Af         | Uganda                         | Kampala                                          | *     |     |
| The Anandi Hotel and Spa                               | As       | As         | Volksrepublik China            | Shanghai, Hongqiao                               | *     | *   |
| The PuLi Hotel and Spa                                 | As       | As         | Volksrepublik China            | Shanghai-Jing’an (Shanghai)                      | *     |     |
| The PuXuan Hotel and Spa                               | As       | As         | Volksrepublik China            | Peking                                           | *     | *   |
| Bora Bora Pearl Beach Resort & Spa                     | As       | As         | Französisch-Polynesien         | Bora Bora                                        | *     | *   |
| The Lodhi                                              | As       | As         | Indien                         | New Delhi                                        | *     |     |
| Nihi Sumba Island                                      | As       | As         | Indonesien                     | Sumba                                            | *     | *   |
| Soori Bali                                             | As       | As         | Indonesien                     | Kerambitan, Bali                                 | *     | *   |
| The Chedi Club at Tanah Gajah, Ubud                    | As       | As         | Indonesien                     | Ubud (Gianyar, Bali)                             | *     |     |
| The Legian Bali                                        | As       | As         | Indonesien                     | Seminyak Beach (Bali)                            | *     | *   |
| Imperial Hotel, Tokyo                                  | As       | As         | Japan                          | Tokyo-Chiyoda-ku                                 | *     |     |
| Palace Hotel Tokyo                                     | As       | As         | Japan                          | Tokyo-Chiyoda-ku                                 | *     |     |
| The Datai Langkawi                                     | As       | As         | Malaysia                       | Pulau Langkawi (Kedah Darulaman)                 | *     | *   |
| Constance Halaveli, Maldives                           | As       | As         | Malediven                      | Alif Alif, Halaveli                              | *     | *   |
| Kanuhura Maledives                                     | As       | As         | Malediven                      | Lhaviyani, Kanuhura                              | *     |     |
| The Strand Yangon                                      | As       | As         | Myanmar                        | Yangon                                           | *     |     |
| Islamabad Serena Hotel                                 | As       | As         | Pakistan                       | Islamabad                                        | *     |     |
| Capella Singapore                                      | As       | As         | Singapur                       | Singapur, Sentosa Island                         | *     |     |
| The Patina, Capitol Singapore                          | As       | As         | Singapur                       | Singapur                                         | *     |     |
| Paradise Hotel & Casino, Busan                         | As       | As         | Südkorea                       | Busan-Jung-dong Haeundae-gu                      | *     |     |
| Signiel Seoul                                          | As       | As         | Südkorea                       | Seoul-Songpa-Gu                                  | *     | *   |
| The Shilla Seoul                                       | As       | As         | Südkorea                       | Seoul-Jung-gu                                    | *     |     |
| Rayavadee                                              | As       | As         | Thailand                       | Ao Nang, Amphoe Mueang Krabi                     | *     |     |
| Santiburi Beach Resort, Golf & Spa                     | As       | As         | Thailand                       | Mae Nam (Ko Samui)                               | *     |     |
| The Okura Prestige Bangkok                             | As       | As         | Thailand                       | Bangkok                                          | *     |     |
| The Nai Harn                                           | As       | As         | Thailand                       | Phuket                                           | *     | *   |
| The Reverie Saigon                                     | As       | As         | Vietnam                        | Ho-Chi-Minh-Stadt                                | *     |     |
| Sport Hotel Hermitage & Spa                            | ME       | Eu         | Andorra                        | Soldeu                                           | *     | *   |
| Rocco Forte Hotel Amigo                                | ME       | Eu         | Belgien                        | Brüssel                                          | *     |     |
| Althoff Grandhotel Schloss Bensberg                    | ME       | Eu         | Deutschland                    | Bergisch Gladbach                                | *     | *   |
| Althoff Hotel am Schlossgarten                         | ME       | Eu         | Deutschland                    | Stuttgart                                        | *     |     |
| Althoff Seehotel Überfahrt                             | ME       | Eu         | Deutschland                    | Rottach-Egern                                    | *     |     |
| Bayerischer Hof                                        | ME       | Eu         | Deutschland                    | München                                          | *     | *   |
| Brenners Park-Hotel & Spa                              | ME       | Eu         | Deutschland                    | Baden-Baden                                      | *     | *   |
| Colombi Hotel                                          | ME       | Eu         | Deutschland                    | Freiburg im Breisgau                             | *     |     |
| Excelsior Hotel Ernst                                  | ME       | Eu         | Deutschland                    | Köln                                             | *     |     |
| Grand Hotel Heiligendamm                               | ME       | Eu         | Deutschland                    | Heiligendamm                                     | *     |     |
| Hotel Adlon Kempinski                                  | ME       | Eu         | Deutschland                    | Berlin                                           | *     |     |
| Hotel Königshof                                        | ME       | Eu         | Deutschland                    | München                                          | *     |     |
| Hotel Louis C. Jacob                                   | ME       | Eu         | Deutschland                    | Hamburg                                          | *     |     |
| Hotel Nassauer Hof                                     | ME       | Eu         | Deutschland                    | Wiesbaden                                        | *     | *   |
| Hotel Palace Berlin                                    | ME       | Eu         | Deutschland                    | Berlin                                           | *     |     |
| Rocco Forte Hotel de Rome                              | ME       | Eu         | Deutschland                    | Berlin                                           | *     |     |
| Schloss Elmau – Luxury Spa Retreat & Cultural Hideaway | ME       | Eu         | Deutschland                    | Krün                                             | *     | *   |
| The Fontenay Hamburg                                   | ME       | Eu         | Deutschland                    | Hamburg                                          | *     | *   |
| Le Royal Luxembourg Hotel by Bluebay                   | ME       | Eu         | Luxemburg                      | Luxemburg                                        | *     |     |
| Conservatorium Hotel                                   | ME       | Eu         | Niederlande                    | Amsterdam                                        | *     | *   |
| De l’Europe Amsterdam                                  | ME       | Eu         | Niederlande                    | Amsterdam                                        | *     |     |
| Hotel Okura Amsterdam                                  | ME       | Eu         | Niederlande                    | Amsterdam                                        | *     |     |
| Falkensteiner Schlosshotel Velden                      | ME       | Eu         | Österreich                     | Velden am Wörthersee                             | *     |     |
| Grand Hotel Wien                                       | ME       | Eu         | Österreich                     | Wien                                             | *     |     |
| Hotel Sacher Salzburg                                  | ME       | Eu         | Österreich                     | Salzburg                                         | *     |     |
| Hotel Sacher Wien                                      | ME       | Eu         | Österreich                     | Wien                                             | *     | *   |
| Interalpen-Hotel Tyrol                                 | ME       | Eu         | Österreich                     | Telfs                                            | *     | *   |
| Palais Coburg Residenz                                 | ME       | Eu         | Österreich                     | Wien                                             | *     | *   |
| Thurnher’s Alpenhof                                    | ME       | Eu         | Österreich                     | Zürs am Arlberg                                  | *     |     |
| Badrutt’s Palace                                       | ME       | Eu         | Schweiz                        | St. Moritz                                       | *     |     |
| Baur au Lac                                            | ME       | Eu         | Schweiz                        | Zürich                                           | *     |     |
| Beau-Rivage Palace Lausanne                            | ME       | Eu         | Schweiz                        | Lausanne                                         | *     | *   |
| Beau-Rivage Geneve                                     | ME       | Eu         | Schweiz                        | Genf                                             | *     |     |
| Bellevue Palace                                        | ME       | Eu         | Schweiz                        | Bern                                             | *     |     |
| Bürgenstock Resort                                     | ME       | Eu         | Schweiz                        | Stansstad                                        | *     | *   |
| Carlton Hotel St. Moritz                               | ME       | Eu         | Schweiz                        | St. Moritz                                       | *     | *   |
| Chalet RoyAlp Hôtel & Spa                              | ME       | Eu         | Schweiz                        | Villars-sur-Ollon                                | *     | *   |
| Fairmont Le Montreux Palace                            | ME       | Eu         | Schweiz                        | Montreux                                         | *     | *   |
| Grand Hotel Les Trois Rois                             | ME       | Eu         | Schweiz                        | Basel                                            | *     |     |
| Grand Resort Bad Ragaz                                 | ME       | Eu         | Schweiz                        | Bad Ragaz                                        | *     | *   |
| Gstaad Palace                                          | ME       | Eu         | Schweiz                        | Gstaad                                           | *     | *   |
| Hotel d’Angleterre, Geneva                             | ME       | Eu         | Schweiz                        | Genf                                             | *     |     |
| Hôtel des Trois Couronnes & Destination Spa            | ME       | Eu         | Schweiz                        | Vevey                                            | *     | *   |
| Hotel Eden Roc                                         | ME       | Eu         | Schweiz                        | Ascona                                           | *     |     |
| Guarda Golf Hotel & Residences                         | ME       | Eu         | Schweiz                        | Crans-Montana                                    | *     |     |
| Park Gstaad                                            | ME       | Eu         | Schweiz                        | Gstaad                                           | *     |     |
| Park Hotel Vitznau                                     | ME       | Eu         | Schweiz                        | Vitznau                                          | *     | *   |
| Hotel Schweizerhof                                     | ME       | Eu         | Schweiz                        | Bern                                             | *     | *   |
| Hotel Splendide Royal                                  | ME       | Eu         | Schweiz                        | Lugano                                           | *     |     |
| Kulm Hotel St. Moritz                                  | ME       | Eu         | Schweiz                        | St. Moritz                                       | *     |     |
| La Réserve Genève Hotel, Spa and Villas                | ME       | Eu         | Schweiz                        | Bellevue                                         | *     | *   |
| Le Mirador Resort and Spa                              | ME       | Eu         | Schweiz                        | Chardonne (Mont Pèlerin)                         | *     | *   |
| Lausanne Palace & Spa                                  | ME       | Eu         | Schweiz                        | Lausanne                                         | *     | *   |
| LeCrans Hotel & Spa                                    | ME       | Eu         | Schweiz                        | Crans-Montana                                    | *     |     |
| Mont Cervin Palace                                     | ME       | Eu         | Schweiz                        | Zermatt                                          | *     | *   |
| Palace Luzern                                          | ME       | Eu         | Schweiz                        | Luzern                                           | *     | *   |
| Riffelalp Resort 2222m                                 | ME       | Eu         | Schweiz                        | Zermatt-Riffelalp                                | *     |     |
| Suvretta House                                         | ME       | Eu         | Schweiz                        | St. Moritz                                       | *     |     |
| The Chedi Andermatt                                    | ME       | Eu         | Schweiz                        | Andermatt                                        | *     |     |
| The Dolder Grand                                       | ME       | Eu         | Schweiz                        | Zürich                                           | *     | *   |
| Tschuggen Grand Hotel                                  | ME       | Eu         | Schweiz                        | Arosa                                            | *     | *   |
| Victoria-Jungfrau Grand Hotel & Spa                    | ME       | Eu         | Schweiz                        | Interlaken                                       | *     | *   |
| Widder Hotel                                           | ME       | Eu         | Schweiz                        | Zürich                                           | *     |     |
| Hotel d’Angleterre                                     | NE       | Eu         | Dänemark                       | Kopenhagen                                       | *     |     |
| Baglioni Hotel London                                  | NE       | Eu         | England                        | London                                           | *     |     |
| Hotel Café Royal                                       | NE       | Eu         | England                        | London                                           | *     |     |
| One Aldwych                                            | NE       | Eu         | England                        | London                                           | *     |     |
| Brown’s Hotel                                          | NE       | Eu         | England                        | London                                           | *     |     |
| The Gainsborough Bath Spa                              | NE       | Eu         | England                        | Bath                                             | *     |     |
| The Grove                                              | NE       | Eu         | England                        | Hertfordshire                                    | *     | *   |
| The Landmark London                                    | NE       | Eu         | England                        | London                                           | *     |     |
| The Lanesborough                                       | NE       | Eu         | England                        | London                                           | *     | *   |
| The Lowry                                              | NE       | Eu         | England                        | Manchester                                       | *     | *   |
| The Milestone                                          | NE       | Eu         | England                        | London                                           | *     | *   |
| The Ritz London                                        | NE       | Eu         | England                        | London                                           | *     |     |
| Schlössle Hotel                                        | NE       | Eu         | Estland                        | Tallinn                                          | *     |     |
| Adare Manor Hotel & Golf Resort                        | NE       | Eu         | Irland                         | Adare                                            | *     |     |
| Ashford Castle                                         | NE       | Eu         | Irland                         | Cong                                             | *     |     |
| The Killarney Park Hotel                               | NE       | Eu         | Irland                         | Killarney                                        | *     |     |
| The Marker                                             | NE       | Eu         | Irland                         | Dublin                                           | *     |     |
| The Merrion                                            | NE       | Eu         | Irland                         | Dublin                                           | *     |     |
| The Westbury                                           | NE       | Eu         | Irland                         | Dublin                                           | *     |     |
| Grand Palace Hotel                                     | NE       | Eu         | Lettland                       | Riga                                             | *     |     |
| Hotel Continental                                      | NE       | Eu         | Norwegen                       | Oslo                                             | *     |     |
| The Gleneagles Hotel                                   | NE       | Eu         | Schottland                     | Auchterarder                                     | *     |     |
| Grand Hôtel Stockholm                                  | NE       | Eu         | Schweden                       | Stockholm                                        | *     | *   |
| Hotel Monte Mulini                                     | OE       | Eu         | Kroatien                       | Rovinj                                           | *     |     |
| Sun Gardens Dubrovnik                                  | OE       | Eu         | Kroatien                       | Dubrovnik                                        | *     | *   |
| Villa Dubrovnik                                        | OE       | Eu         | Kroatien                       | Dubrovnik                                        | *     | *   |
| Barvikha Hotel & Spa                                   | OE       | Eu         | Russland                       | Barwicha (Oblast Moskau)                         | *     |     |
| Lotte Hotel Moscow                                     | OE       | Eu         | Russland                       | Moskau                                           | *     |     |
| Lotte Hotel St. Petersburg                             | OE       | Eu         | Russland                       | Sankt Petersburg                                 | *     |     |
| Taleon Imperial Hotel                                  | OE       | Eu         | Russland                       | Sankt Petersburg                                 | *     |     |
| The Grand Mark Prague                                  | OE       | Eu         | Tschechien                     | Prag                                             | *     |     |
| Opera Hotel                                            | OE       | Eu         | Ukraine                        | Kiew                                             | *     |     |
| Superior Golf & Spa Resort                             | OE       | Eu         | Ukraine                        | Charkiw                                          | *     | *   |
| Casadelmar                                             | WE       | Eu         | Frankreich                     | Porto-Vecchio (Korsika)                          | *     | *   |
| Château Hôtel de la Messardière                        | WE       | Eu         | Frankreich                     | Saint-Tropez                                     | *     | *   |
| Grand Hôtel Barrière                                   | WE       | Eu         | Frankreich                     | Dinard                                           | *     |     |
| Hôtel Barrière Les Neiges                              | WE       | Eu         | Frankreich                     | Courchevel                                       | *     | *   |
| Hôtel Barrière Le Royal Deauville                      | WE       | Eu         | Frankreich                     | Deauville                                        | *     |     |
| Byblos Saint-Tropez                                    | WE       | Eu         | Frankreich                     | Saint-Tropez                                     | *     | *   |
| Hôtel du Palais                                        | WE       | Eu         | Frankreich                     | Biarritz                                         | *     |     |
| Hôtel Barrière Le Fouquet’s Paris                      | WE       | Eu         | Frankreich                     | Paris                                            | *     | *   |
| Hôtel La Résidence de la Pinède                        | WE       | Eu         | Frankreich                     | Saint-Tropez                                     | *     |     |
| Hôtel Lancaster                                        | WE       | Eu         | Frankreich                     | Paris                                            | *     |     |
| Hôtel Le K2 Palace                                     | WE       | Eu         | Frankreich                     | Courchevel                                       | *     |     |
| Hotel Les Airelles                                     | WE       | Eu         | Frankreich                     | Courchevel                                       | *     | *   |
| Hotel Royal – Evian Resort                             | WE       | Eu         | Frankreich                     | Évian-les-Bains                                  | *     | *   |
| Hôtel Majestic Barriere                                | WE       | Eu         | Frankreich                     | Cannes                                           | *     | *   |
| Hôtel Raphael                                          | WE       | Eu         | Frankreich                     | Paris                                            | *     |     |
| La Bastide de Gordes                                   | WE       | Eu         | Frankreich                     | Gordes                                           | *     |     |
| La Réserve de Beaulieu & Spa                           | WE       | Eu         | Frankreich                     | Beaulieu-sur-Mer (Côte d’Azur)                   | *     |     |
| La Réserve Paris Hotel and Spa                         | WE       | Eu         | Frankreich                     | Paris                                            | *     | *   |
| La Réserve Ramatuelle Hotel, Spa & Villas              | WE       | Eu         | Frankreich                     | Ramatuelle (Côte d’Azur)                         | *     |     |
| Le Bristol Paris                                       | WE       | Eu         | Frankreich                     | Paris                                            | *     |     |
| Le K2 Altitude                                         | WE       | Eu         | Frankreich                     | Courchevel                                       | *     | *   |
| Le Negresco                                            | WE       | Eu         | Frankreich                     | Nizza                                            | *     |     |
| Le Royal Monceau – Raffles Paris                       | WE       | Eu         | Frankreich                     | Paris                                            | *     |     |
| Ritz Paris                                             | WE       | Eu         | Frankreich                     | Paris                                            | *     |     |
| Royal Riviera                                          | WE       | Eu         | Frankreich                     | Saint-Jean-Cap-Ferrat (Côte d’Azur)              | *     |     |
| Terre Blanche Hôtel Spa Golf Resort                    | WE       | Eu         | Frankreich                     | Tourrettes                                       | *     | *   |
| Hôtel de Paris Monte-Carlo                             | WE       | Eu         | Monaco                         | Monaco-Monte-Carlo                               | *     |     |
| Hôtel Hermitage Monte-Carlo                            | WE       | Eu         | Monaco                         | Monaco-Monte-Carlo                               | *     |     |
| Hôtel Metropole Monte-Carlo                            | WE       | Eu         | Monaco                         | Monaco-Monte-Carlo                               | *     | *   |
| Bairro Alto Hotel                                      | WE       | Eu         | Portugal                       | Lissabon                                         | *     |     |
| Grande Real Villa Italia Hotel & Spa                   | WE       | Eu         | Portugal                       | Cascais                                          | *     | *   |
| Hotel Quinta do Lago                                   | WE       | Eu         | Portugal                       | Almancil (Algarve)                               | *     |     |
| Olissippo Lapa Palace                                  | WE       | Eu         | Portugal                       | Lissabon                                         | *     |     |
| Pestana Palace Lisboa Hotel & National Monument        | WE       | Eu         | Portugal                       | Lissabon                                         | *     |     |
| Pestana Palácio do Freixo, Pousada & National Monument | WE       | Eu         | Portugal                       | Porto                                            | *     |     |
| Vidago Palace                                          | WE       | Eu         | Portugal                       | Vidago                                           | *     | *   |
| Vila Vita Parc Resort & Spa                            | WE       | Eu         | Portugal                       | Porches                                          | *     |     |
| Alva Park Costa Brava                                  | WE       | Eu         | Spanien                        | Lloret de Mar (Costa Brava)                      | *     |     |
| Barceló Asia Gardens Hotel & Thai Spa                  | WE       | Eu         | Spanien                        | Alicante                                         | *     |     |
| Barceló La Bobadilla                                   | WE       | Eu         | Spanien                        | Loja (Granada)                                   | *     |     |
| Castell Son Claret                                     | WE       | Eu         | Spanien                        | Es Capdellà Calvià (Mallorca)                    | *     |     |
| El Palace Barcelona                                    | WE       | Eu         | Spanien                        | Barcelona                                        | *     |     |
| Gran Bahia Del Duque Resort                            | WE       | Eu         | Spanien                        | Costa Adeje (Tenerife, Canarias)                 | *     |     |
| Gran Hotel La Florida                                  | WE       | Eu         | Spanien                        | Barcelona                                        | *     |     |
| Gran Meliá Colon                                       | WE       | Eu         | Spanien                        | Sevilla                                          | *     |     |
| Gran Meliá Fénix                                       | WE       | Eu         | Spanien                        | Madrid                                           | *     |     |
| Hostal de la Gavina                                    | WE       | Eu         | Spanien                        | s’Agaró (Costa Brava)                            | *     |     |
| Hotel Botánico & The Oriental Spa Garden               | WE       | Eu         | Spanien                        | Puerto de la Cruz (Tenerife, Canarias)           | *     |     |
| Hotel Casa Fuster                                      | WE       | Eu         | Spanien                        | Barcelona                                        | *     |     |
| Hotel Las Arenas Balneario Resort                      | WE       | Eu         | Spanien                        | Valencia                                         | *     |     |
| Hotel Puente Romano                                    | WE       | Eu         | Spanien                        | Marbella (Málaga)                                | *     |     |
| Hotel Ritz Madrid                                      | WE       | Eu         | Spanien                        | Madrid                                           | *     |     |
| Hotel Villa Magna                                      | WE       | Eu         | Spanien                        | Madrid                                           | *     |     |
| Kempinski Hotel Bahia                                  | WE       | Eu         | Spanien                        | Estepona (Málaga)                                | *     |     |
| La Residencia                                          | WE       | Eu         | Spanien                        | Deià (Mallorca)                                  | *     | *   |
| Marbella Club Hotel, Golf Resort & Spa                 | WE       | Eu         | Spanien                        | Marbella (Málaga)                                | *     | *   |
| Seaside Grand Hotel Residencia                         | WE       | Eu         | Spanien                        | Maspalomas (Gran Canaria)                        | *     |     |
| Amphitryon Hotel                                       | SE       | Eu         | Griechenland                   | Nafplio (Pelopónnisos)                           | *     |     |
| Danai Beach Resort & Villas                            | SE       | Eu         | Griechenland                   | Nikiti (Chalkidiki)                              | *     |     |
| Divani Apollon Palace & Thalasso                       | SE       | Eu         | Griechenland                   | Athen-Vouliagmeni                                | *     |     |
| Divani Caravel Hotel                                   | SE       | Eu         | Griechenland                   | Athen                                            | *     |     |
| Elounda Bay Palace                                     | SE       | Eu         | Griechenland                   | Elounda (Kriti/Kreta)                            | *     |     |
| Elounda Beach Hotel & Villas                           | SE       | Eu         | Griechenland                   | Elounda (Kriti/Kreta)                            | *     | *   |
| Grand Resort Lagonissi                                 | SE       | Eu         | Griechenland                   | Lagonissi (Attiki)                               | *     | *   |
| Katikies                                               | SE       | Eu         | Griechenland                   | Oia (Santorini/Thira)                            | *     |     |
| Kivotos                                                | SE       | Eu         | Griechenland                   | Mykonos-Ornos                                    | *     |     |
| Mandola Rosa Suites & Villas                           | SE       | Eu         | Griechenland                   | Kyllini (Ilia, Pelopónnisos)                     | *     |     |
| Myconian Imperial Thalasso & Spa                       | SE       | Eu         | Griechenland                   | Mykonos-Elia                                     | *     |     |
| Royal Myconian Thalasso Spa                            | SE       | Eu         | Griechenland                   | Mykonos-Elia                                     | *     |     |
| Aldrovandi Villa Borghese                              | SE       | Eu         | Italien                        | Rom                                              | *     |     |
| Alpenroyal Grand Hotel, Gourmet & Spa                  | SE       | Eu         | Italien                        | Wolkenstein in Gröden                            | *     |     |
| Alpina Dolomites Gardena Health Lodge & Spa            | SE       | Eu         | Italien                        | Seiser Alm-Compatsch                             | *     |     |
| Bagni di Pisa Palace & Spa                             | SE       | Eu         | Italien                        | San Giuliano Terme                               | *     | *   |
| Bauer Il Palazzo                                       | SE       | Eu         | Italien                        | Venedig                                          | *     |     |
| Bauer L’Hotel                                          | SE       | Eu         | Italien                        | Venedig                                          | *     |     |
| Bauer Palladio Hotel & Spa                             | SE       | Eu         | Italien                        | Venedig                                          | *     |     |
| Borgo Egnazia                                          | SE       | Eu         | Italien                        | Savelletri di Fasano                             | *     |     |
| Byblos Art Hotel Villa Amista                          | SE       | Eu         | Italien                        | Corrubbio di San Pietro in Cariano               | *     |     |
| Capri Palace Hotel & Spa                               | SE       | Eu         | Italien                        | Anacapri                                         | *     | *   |
| Carlton Hotel Baglioni Milan                           | SE       | Eu         | Italien                        | Mailand                                          | *     |     |
| Castel Monastero                                       | SE       | Eu         | Italien                        | Castelnuovo Berardenga                           | *     |     |
| Castello del Nero Hotel & Spa                          | SE       | Eu         | Italien                        | Tavarnelle Val di Pesa                           | *     |     |
| Cristallo Hotel Spa & Golf                             | SE       | Eu         | Italien                        | Cortina d’Ampezzo                                | *     |     |
| Due Torri Hotel                                        | SE       | Eu         | Italien                        | Verona                                           | *     |     |
| Fonteverde Tuscan Resort & Spa                         | SE       | Eu         | Italien                        | San Casciano dei Bagni                           | *     | *   |
| Grand Hotel Billia                                     | SE       | Eu         | Italien                        | Saint-Vincent                                    | *     |     |
| Grand Hotel Continental                                | SE       | Eu         | Italien                        | Siena                                            | *     |     |
| Grand Hotel et de Milan                                | SE       | Eu         | Italien                        | Mailand                                          | *     |     |
| Grand Hotel Excelsior Vittoria                         | SE       | Eu         | Italien                        | Sorrent                                          | *     |     |
| Grand Hotel Majestic – già Baglioni                    | SE       | Eu         | Italien                        | Bologna                                          | *     |     |
| Grand Hotel Miramare                                   | SE       | Eu         | Italien                        | Santa Margherita Ligure                          | *     |     |
| Grand Hotel Palazzo Della Fonte                        | SE       | Eu         | Italien                        | Fiuggi                                           | *     |     |
| Grand Hotel Quisisana                                  | SE       | Eu         | Italien                        | Capri                                            | *     | *   |
| Grand Hotel Timeo                                      | SE       | Eu         | Italien                        | Taormina                                         | *     |     |
| Grand Hotel Vesuvio                                    | SE       | Eu         | Italien                        | Neapel                                           | *     |     |
| Grand Hotel Villa Medici                               | SE       | Eu         | Italien                        | Florenz                                          | *     |     |
| Hassler Roma                                           | SE       | Eu         | Italien                        | Rom                                              | *     |     |
| Hotel Caruso                                           | SE       | Eu         | Italien                        | Ravello                                          | *     |     |
| Hotel Cipriani & Palazzo Vendramin                     | SE       | Eu         | Italien                        | Venedig                                          | *     |     |
| Hotel Eden                                             | SE       | Eu         | Italien                        | Rom                                              | *     |     |
| Hotel Helvetia & Bristol                               | SE       | Eu         | Italien                        | Florenz                                          | *     |     |
| Hotel Il Pellicano                                     | SE       | Eu         | Italien                        | Porto Ercole                                     | *     |     |
| Hotel La Perla                                         | SE       | Eu         | Italien                        | Corvara                                          | *     |     |
| Hotel Majestic Roma                                    | SE       | Eu         | Italien                        | Rom                                              | *     |     |
| Hotel Regency                                          | SE       | Eu         | Italien                        | Florenz                                          | *     |     |
| Hotel Santa Caterina                                   | SE       | Eu         | Italien                        | Amalfi                                           | *     |     |
| Hotel Splendido & Splendido Mare                       | SE       | Eu         | Italien                        | Portofino                                        | *     |     |
| J.K. Place Roma                                        | SE       | Eu         | Italien                        | Rom                                              | *     |     |
| La Posta Vecchia Hotel                                 | SE       | Eu         | Italien                        | Ladispoli                                        | *     |     |
| L’Andana                                               | SE       | Eu         | Italien                        | Castiglione della Pescaia                        | *     |     |
| Le Sirenuse                                            | SE       | Eu         | Italien                        | Positano                                         | *     | *   |
| Lido Palace                                            | SE       | Eu         | Italien                        | Riva del Garda                                   | *     | *   |
| Luna Hotel Baglioni Venice                             | SE       | Eu         | Italien                        | Venedig                                          | *     |     |
| Masseria San Domenico Spa-Thalasso & Golf Resort       | SE       | Eu         | Italien                        | Savelletri di Fasano                             | *     | *   |
| Mezzatorre Resort & Spa                                | SE       | Eu         | Italien                        | Forio                                            | *     |     |
| Palazzo Arzaga Hotel, Spa & Golf Resort                | SE       | Eu         | Italien                        | Calvagese della Riviera                          | *     |     |
| Palazzo Parigi Hotel & Grand Spa                       | SE       | Eu         | Italien                        | Mailand                                          | *     |     |
| Portrait Firenze                                       | SE       | Eu         | Italien                        | Florenz                                          | *     |     |
| Principe Forte dei Marmi                               | SE       | Eu         | Italien                        | Forte dei Marmi                                  | *     |     |
| Regina Hotel Baglioni Rome                             | SE       | Eu         | Italien                        | Rom                                              | *     |     |
| Rocco Forte Hotel de Russie                            | SE       | Eu         | Italien                        | Rom                                              | *     |     |
| Rocco Forte Hotel Savoy                                | SE       | Eu         | Italien                        | Florenz                                          | *     |     |
| Rocco Forte Verdura Golf & Spa Resort                  | SE       | Eu         | Italien                        | Sciacca                                          | *     |     |
| Royal Hotel, Sanremo                                   | SE       | Eu         | Italien                        | Sanremo                                          | *     |     |
| San Clemente Palace Hotel & Resort                     | SE       | Eu         | Italien                        | Venedig                                          | *     |     |
| San Domenico Palace Hotel                              | SE       | Eu         | Italien                        | Taormina                                         | *     |     |
| Terme di Saturnia Spa & Golf Resort                    | SE       | Eu         | Italien                        | Saturnia                                         | *     | *   |
| Villa & Palazzo Aminta                                 | SE       | Eu         | Italien                        | Stresa                                           | *     |     |
| Villa del Parco & Spa, Forte Village Resort            | SE       | Eu         | Italien                        | Santa Margherita di Pula                         | *     | *   |
| Villa d’Este                                           | SE       | Eu         | Italien                        | Cernobbio                                        | *     |     |
| Villa la Massa                                         | SE       | Eu         | Italien                        | Candeli (Bagno a Ripoli)                         | *     |     |
| Villa San Michele                                      | SE       | Eu         | Italien                        | Fiesole                                          | *     |     |
| Amathus Beach Hotel Limassol                           | SE       | Eu         | Zypern                         | Limassol                                         | *     | *   |
| Anassa                                                 | SE       | Eu         | Zypern                         | Polis Chrysochous                                | *     | *   |
| Caneel Bay Resort                                      | Ka       | Am         | Amerikanische Jungferninseln   | St. John                                         | *     |     |
| Cap Juluca                                             | Ka       | Am         | Anguilla                       | Anguilla-Maundays Bay                            | *     |     |
| CuisinArt Golf Resort & Spa                            | Ka       | Am         | Anguilla                       | Anguilla-Rendezvous Bay                          | *     |     |
| Carlisle Bay                                           | Ka       | Am         | Antigua und Barbuda            | St. Mary’s-Old Road (Antigua)                    | *     |     |
| Sandy Lane                                             | Ka       | Am         | Barbados                       | St. James                                        | *     | *   |
| Casa de Campo                                          | Ka       | Am         | Dominikanische Republik        | La Romana                                        | *     |     |
| Tortuga Bay                                            | Ka       | Am         | Dominikanische Republik        | Punta Cana                                       | *     | *   |
| Hotel Guanahani & Spa                                  | Ka       | Am         | Saint-Barthélemy               | Saint-Barthélemy-Anse de Grand Cul de Sac        | *     |     |
| Le Sereno Hotel, Villas & Spa                          | Ka       | Am         | Saint-Barthélemy               | Saint-Barthélemy-Grand Cul de Sac                | *     |     |
| La Samanna                                             | Ka       | Am         | Saint-Martin                   | Saint-Martin-Baie Longue                         | *     |     |
| Vie L'Ven Resort & Residences                          | Ka       | Am         | Sint Maarten                   | Indigo Bay, Sint Maarten                         | *     |     |
| Canouan Resort                                         | Ka       | Am         | St. Vincent und die Grenadinen | Canouan Island (Grenadines)                      | *     |     |
| Cotton House                                           | Ka       | Am         | St. Vincent und die Grenadinen | Mustique (St. Vincent)                           | *     |     |
| Grace Bay Club                                         | Ka       | Am         | Turks- und Caicosinseln        | Providenciales-Grace Bay                         | *     |     |
| Tabacon Grand Spa Thermal Resort                       | MA       | Am         | Costa Rica                     | La Fortuna de San Carlos                         | *     | *   |
| Bristol Panama                                         | MA       | Am         | Panama                         | Panama-Stadt-Zona 10                             | *     |     |
| La Residence des Cascades                              | MO       | Af         | Ägypten                        | Hurghada-Soma Bay (Rotes Meer)                   | *     | *   |
| The American Colony Hotel                              | MO       | As         | Israel                         | Jerusalem                                        | *     |     |
| The King David                                         | MO       | As         | Israel                         | Jerusalem                                        | *     |     |
| La Cigale Hotel                                        | MO       | As         | Katar                          | Doha                                             | *     |     |
| The Torch – Doha                                       | MO       | As         | Katar                          | Doha                                             | *     |     |
| Le Gray                                                | MO       | As         | Libanon                        | Beirut                                           | *     |     |
| Le Royal Hotels & Resorts – Beirut                     | MO       | As         | Libanon                        | Beirut-Antelias                                  | *     |     |
| The Chedi Muscat                                       | MO       | As         | Oman                           | Muscat                                           | *     |     |
| Al Faisaliah Hotel, A Rosewood Hotel                   | MO       | As         | Saudi-Arabien                  | Riad-Olaya                                       | *     |     |
| Nobu Hotel Riyadh                                      | MO       | As         | Saudi-Arabien                  | Riad                                             | *     |     |
| The Residence, Tunis                                   | MO       | Af         | Tunesien                       | Tunis                                            | *     |     |
| Çırağan Palace Kempinski Istanbul                      | MO       | Eu         | Türkei                         | Istanbul-Beşiktaş                                | *     |     |
| D-Hotel Maris                                          | MO       | Eu         | Türkei                         | Marmaris-Hisaronu                                | *     |     |
| Swissôtel The Bosphorus, Istanbul                      | MO       | Eu         | Türkei                         | Istanbul-Beşiktaş                                | *     | *   |
| The Grand Tarabya                                      | MO       | Eu         | Türkei                         | Istanbul-Sarıyer-Tarabya                         | *     |     |
| Burj Al Arab                                           | MO       | As         | Vereinigte Arabische Emirate   | Dubai                                            | *     | *   |
| Atlantis Dubai                                         | MO       | As         | Vereinigte Arabische Emirate   | Dubai                                            | *     | *   |
| One&Only The Palm                                      | MO       | As         | Vereinigte Arabische Emirate   | Dubai                                            | *     | *   |
| Residence & Spa at One&Only Royal Mirage Dubai         | MO       | As         | Vereinigte Arabische Emirate   | Dubai                                            | *     | *   |
| The H Hotel, Dubai                                     | MO       | As         | Vereinigte Arabische Emirate   | Dubai                                            | *     |     |
| Hôtel Le St-James                                      | NA       | Am         | Kanada                         | Montréal                                         | *     |     |
| The Hazelton Hotel Toronto                             | NA       | Am         | Kanada                         | Toronto                                          | *     |     |
| Grand Residences Riviera Cancun                        | NA       | Am         | Mexiko                         | Puerto Morelos (Riviera Maya)                    | *     |     |
| Grand Velas Riviera Maya                               | NA       | Am         | Mexiko                         | Playa del Carmen (Riviera Maya)                  | *     | *   |
| Grand Velas Riviera Nayarit                            | NA       | Am         | Mexiko                         | Nuevo Vallarta                                   | *     | *   |
| Marquis Reforma Hotel & Spa                            | NA       | Am         | Mexiko                         | Mexiko-Stadt-Cuauhtemoc                          | *     | *   |
| Presidente InterContinental Cozumel Resort & Spa       | NA       | Am         | Mexiko                         | Cozumel                                          | *     |     |
| Secrets Marquis Los Cabos                              | NA       | Am         | Mexiko                         | Los Cabos, Cabo Real                             | *     | *   |
| The Royal Hideaway Playacar                            | NA       | Am         | Mexiko                         | Playa del Carmen (Riviera Maya)                  | *     |     |
| Zoëtry Paraiso de la Bonita Riviera Maya               | NA       | Am         | Mexiko                         | Puerto Morelos-Bahía de Petempich (Riviera Maya) | *     |     |
| Acqualina Resort & Spa on the Beach                    | NA       | Am         | Vereinigte Staaten             | Sunny Isles Beach FL (Miami)                     | *     | *   |
| Bellagio Towers                                        | NA       | Am         | Vereinigte Staaten             | Las Vegas NV                                     | *     |     |
| Bernardus Lodge & Spa                                  | NA       | Am         | Vereinigte Staaten             | Carmel Valley CA                                 | *     |     |
| Canyon Ranch Hotel & Spa in Miami Beach                | NA       | Am         | Vereinigte Staaten             | Miami Beach FL                                   | *     | *   |
| Casa Del Mar                                           | NA       | Am         | Vereinigte Staaten             | Santa Monica CA                                  | *     |     |
| Chatham Bars Inn                                       | NA       | Am         | Vereinigte Staaten             | Chatham MA                                       | *     | *   |
| Fisher Island Hotel and Resort                         | NA       | Am         | Vereinigte Staaten             | Fisher Island FL                                 | *     |     |
| Halekulani                                             | NA       | Am         | Vereinigte Staaten             | Honolulu HI                                      | *     | *   |
| Hotel Granduca                                         | NA       | Am         | Vereinigte Staaten             | Houston TX                                       | *     |     |
| Hotel Madeline Telluride                               | NA       | Am         | Vereinigte Staaten             | Telluride CO                                     | *     |     |
| Hôtel Plaza Athénée New York                           | NA       | Am         | Vereinigte Staaten             | New York NY                                      | *     |     |
| Hutton Hotel                                           | NA       | Am         | Vereinigte Staaten             | Nashville TN                                     | *     |     |
| The Langham, Fifth Avenue                              | NA       | Am         | Vereinigte Staaten             | New York NY                                      | *     |     |
| Le Pavillon Hotel                                      | NA       | Am         | Vereinigte Staaten             | New Orleans LA                                   | *     |     |
| Market Pavilion Hotel                                  | NA       | Am         | Vereinigte Staaten             | Charleston SC                                    | *     |     |
| Mr. C Beverly Hills                                    | NA       | Am         | Vereinigte Staaten             | Los Angeles CA                                   | *     |     |
| San Ysidro Ranch                                       | NA       | Am         | Vereinigte Staaten             | Santa Barbara CA                                 | *     |     |
| Shutters on the Beach                                  | NA       | Am         | Vereinigte Staaten             | Santa Monica CA                                  | *     |     |
| Skylofts at MGM Grand                                  | NA       | Am         | Vereinigte Staaten             | Las Vegas NV                                     | *     |     |
| Sonnenalp Hotel                                        | NA       | Am         | Vereinigte Staaten             | Vail CO                                          | *     |     |
| Taj Boston                                             | NA       | Am         | Vereinigte Staaten             | Boston MA                                        | *     |     |
| Taj Campton Place                                      | NA       | Am         | Vereinigte Staaten             | San Francisco CA                                 | *     |     |
| The Biltmore                                           | NA       | Am         | Vereinigte Staaten             | Coral Gables FL                                  | *     |     |
| The Brazilian Court Hotel & Beach Club                 | NA       | Am         | Vereinigte Staaten             | Palm Beach FL                                    | *     |     |
| The Greenwich Hotel                                    | NA       | Am         | Vereinigte Staaten             | New York City NY                                 | *     |     |
| The Hay-Adams                                          | NA       | Am         | Vereinigte Staaten             | Washington DC                                    | *     |     |
| Willard Hotel                                          | NA       | Am         | Vereinigte Staaten             | Washington DC                                    |       |     |
| Waldorf Astoria New York                               | NA       | Am         | Vereinigte Staaten             | New York NY                                      |       |     |
| The Kahala Hotel & Resort                              | NA       | Am         | Vereinigte Staaten             | Honolulu HI                                      | *     |     |
| The Lowell                                             | NA       | Am         | Vereinigte Staaten             | New York NY                                      | *     |     |
| The Pierre, A Taj Hotel                                | NA       | Am         | Vereinigte Staaten             | New York NY                                      | *     |     |
| The Rittenhouse                                        | NA       | Am         | Vereinigte Staaten             | Philadelphia PA                                  | *     |     |
| The Setai, Miami Beach                                 | NA       | Am         | Vereinigte Staaten             | Miami Beach FL                                   | *     | *   |
| The Umstead Hotel and Spa                              | NA       | Am         | Vereinigte Staaten             | Cary NC                                          | *     |     |
| Wheatleigh                                             | NA       | Am         | Vereinigte Staaten             | Lenox MA                                         | *     |     |
| Whiteface Lodge                                        | NA       | Am         | Vereinigte Staaten             | Lake Placid NY                                   | *     | *   |
| Williamsburg Inn                                       | NA       | Am         | Vereinigte Staaten             | Williamsburg VA                                  | *     |     |
| Blue Sydney – A Taj Hotel                              | Oz       | A/O        | Australien                     | Woolloomooloo (Sydney)                           | *     |     |
| Emirates Wolgan Valley Resort & Spa                    | Oz       | A/O        | Australien                     | Lithgow (Blue Mountains)                         | *     |     |
| Hayman                                                 | Oz       | A/O        | Australien                     | Great Barrier Reef-Hayman Island                 | *     | *   |
| Laucala Island Resort                                  | Oz       | A/O        | Fidschi                        | Laucala Island                                   | *     |     |
| Bora Bora Pearl Beach Resort & Spa                     | Oz       | A/O        | Französisch-Polynesien         | Bora Bora-Motu Tevairoa                          | *     | *   |
| Alvear Art Hotel                                       | SA       | Am         | Argentinien                    | Buenos Aires                                     | *     |     |
| Alvear Palace Hotel                                    | SA       | Am         | Argentinien                    | Buenos Aires                                     | *     |     |
| Arakur Ushuaia Resort & Spa                            | SA       | Am         | Argentinien                    | Ushuaia                                          | *     |     |
| Faena Hotel Buenos Aires                               | SA       | Am         | Argentinien                    | Buenos Aires                                     | *     | *   |
| Llao Llao Hotel & Resort, Golf-Spa                     | SA       | Am         | Argentinien                    | Bariloche                                        | *     | *   |
| The Vines Resort & Spa                                 | SA       | Am         | Argentinien                    | Mendoza-Tunuyán                                  | *     |     |
| Copacabana Palace                                      | SA       | Am         | Brasilien                      | Rio de Janeiro-Copacabana                        | *     |     |
| Hotel Emiliano                                         | SA       | Am         | Brasilien                      | São Paulo-Jardins                                | *     |     |
| Hotel Fasano Boa Vista                                 | SA       | Am         | Brasilien                      | Porto Feliz                                      | *     |     |
| Hotel Fasano Rio de Janeiro                            | SA       | Am         | Brasilien                      | Rio de Janeiro-Ipanema                           | *     |     |
| Hotel Fasano São Paulo                                 | SA       | Am         | Brasilien                      | São Paulo-Cerqueira César                        | *     |     |
| Tivoli Sao Paulo – Mofarrej                            | SA       | Am         | Brasilien                      | São Paulo-Jardins                                | *     | *   |
| Hotel Oro Verde, Guayaquil                             | SA       | Am         | Ecuador                        | Guayaquil                                        | *     |     |
| Royal Palm Hotel                                       | SA       | Am         | Ecuador                        | Isla Santa Cruz (Galapagos)                      | *     |     |
| Country Club Lima Hotel                                | SA       | Am         | Peru                           | Lima-San Isidro                                  | *     |     |
| Hotel Monasterio                                       | SA       | Am         | Peru                           | Cusco-Plazoleta Nazarenas                        | *     |     |
| Machu Picchu Sanctuary Lodge                           | SA       | Am         | Peru                           | Machu Picchu                                     | *     |     |
| Miraflores Park Hotel                                  | SA       | Am         | Peru                           | Lima-Miraflores                                  | *     |     |
| Hotel Fasano Las Piedras, Punta del Este               | SA       | Am         | Uruguay                        | La Barra                                         | *     |     |